# Gymnopogon glaber
Gymnopogon glaber är en gräsart som beskrevs av José Aristida Alfredo Caro. Gymnopogon glaber ingår i släktet Gymnopogon och familjen gräs. Inga underarter finns listade i Catalogue of Life.